# 艾因姆利拉
36°02′N 6°35′E / 36.033°N 6.583°E

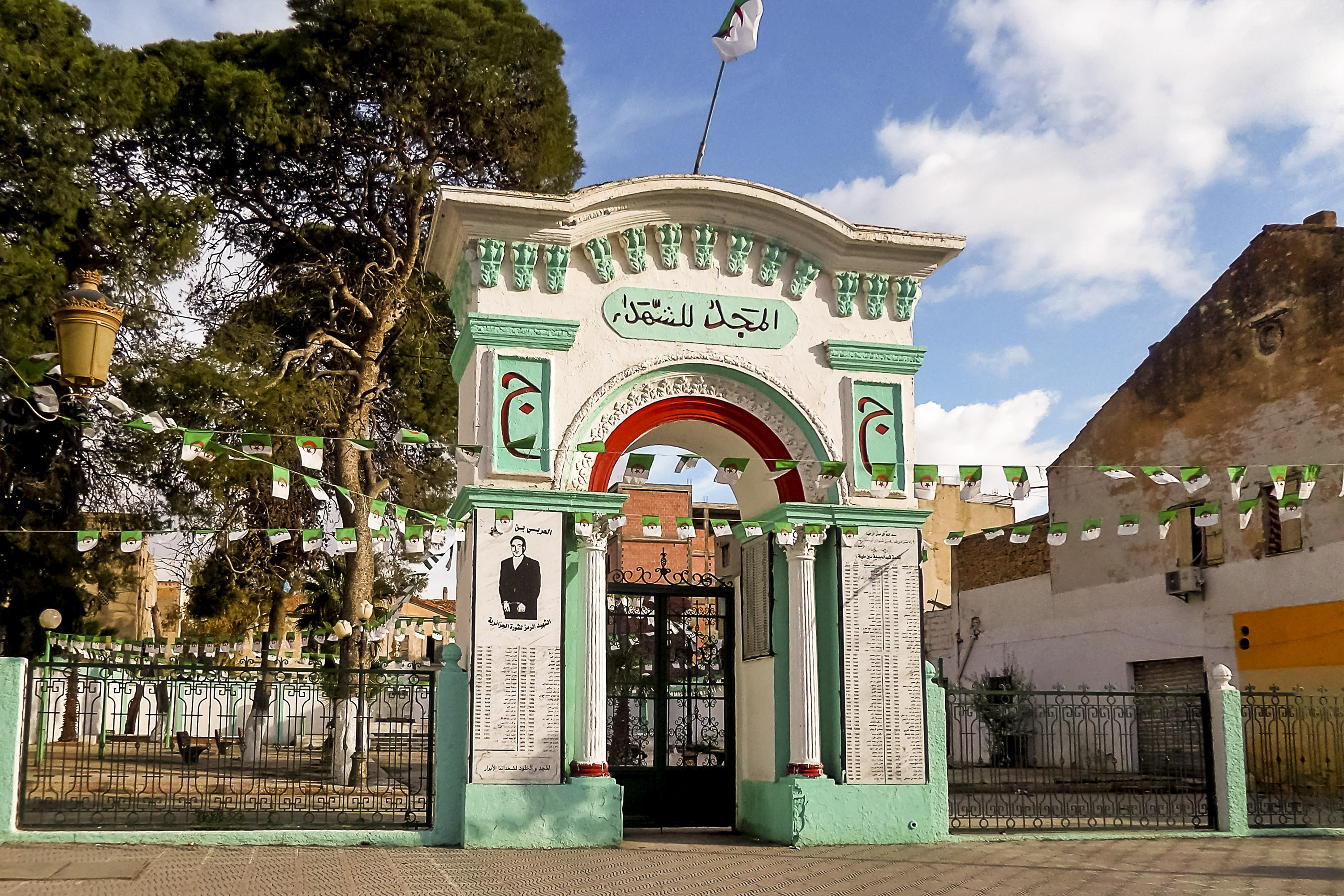
艾因姆利拉

艾因姆利拉（阿拉伯语：‎），是阿爾及利亞的城鎮，位於該國東北部，由烏姆布瓦吉省負責管轄，是艾因姆利拉區的首府，面積236平方公里，2008年人口88,441，人口密度每平方公里375人。